# The X-Ecutioners
The X-Ecutioners est un groupe américain de hip-hop, originaire de New York, dans l'État de New York. Le groupe se forme en 1989, et se compose actuellement des trois DJs Total Eclipse, DJ Boogie Blind, et DJ Precision. Les premiers membres du groupe étaient Mista Sinista, Rob Swift, et Roc Raida (décédé en septembre 2009 lors d'un cours de krav-maga).

## Histoire
Le groupe est formé en 1989 à New York par Roc Raida, Steve D, Johnny Cash, et Sean Cee. Les membres du groupe, Mista Sinista, Rob Swift, Total Eclipse, et Roc Raida, sont connus dans la scène hip-hop pour leur style de DJing, et leurs collaborations avec des groupes et artistes de renom comme Organized Konfusion, Large Professor, Beatnuts, et Artifacts. Ils choisissent initialement le nom de X-Men, en partie à cause de leur rivalité avec le groupe de Super Clark Kent connu sous le nom de Supermen. Ils changent cependant leur nom en raison du non-respect des droits d'auteur avec Marvel, et signent au label Asphodel en 1997. Après le changement de nom du groupe, les membres restants, Rob Swift, Roc Raida, Total Eclipse et Mista Sinista (nom inspiré du personnage Mister Sinistre des comics Marvel), publient leur premier album X-Pressions, le 23 septembre 1997.
Le 29 janvier 2002, le groupe publie son deuxième album, Built from Scratch. L'album atteint la 15e place du classement américain. Built from Scratch est suivi, le 8 avril 2003, par un autre album Scratchology, qui atteint les classements musicaux. Le 8 juin 2004, ils publient l'album Revolutions, qui atteint la 118e place du classement américain Billboard 200.
Sinista quitte le groupe après la sortie de l'album Built from Scratch, puis Rob Swift suit le même chemin en 2005, pour des raisons personnelles et artistiques. Le groupe s'exprime peu sur le départ de ce dernier. Néanmoins, le dernier mot du groupe est d'annoncer l'arrivée de deux nouveaux membres, DJ Boogie Blind et DJ Precision. En 2007, Rob Swift, Total Eclipse et Precision forment le groupe Ill Insanity.
L'année 2009 marque le décès de Roc Raida, le 19 septembre, de complications à la suite de blessures à la colonne vertébrale liées à un accident pendant un cours de krav-maga.
Dans une interview avec la radio E-Zee, Mista Sinista liste les actuels membres X-Men comme Rob Swift, Mista Sinista, Total Eclipse, Boogie Blind, Steve D, Sean C, Johnny Cash, Diamond J ainsi que Roc Raida, bien que décédé.

## Discographie

### Single
- 2002 : It's Goin' Down